# Smak

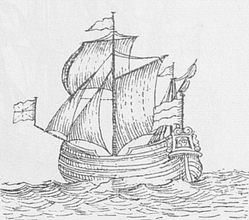
Een smak

Smak is een oud scheepstype uit de 18e en vroege 19e eeuw, oorspronkelijk afkomstig uit Nederland. De smak was een licht vaartuig voor kustvaart. De meeste smakken konden circa 60 ton last aan boord nemen, maar de grootste exemplaren konden tot 200 ton vervoeren.

## Opbouw
De romp was voor- en achteraan rond, de bodem was nogal plat. Net zoals vele Nederlandse schepen was een smak voorzien van twee zijzwaarden. Het schip had een klein roefje met schippershut, bemanningsverblijf en kombuis.

## Masten en zeilen
Smakken waren meestal tweemasters met een grote fokkenmast en een kleinere druilmast. Smakken droegen oorspronkelijk sprietzeilen op beide masten, maar later werden steeds vaker gaffelzeilen gebruikt. De fokkenmast met spriet of gaffel droeg het grootzeil en soms ook het topzeil bovenaan en stagfok. De boegspriet werd gebruikt om twee kluivers te voeren. De druilmast droeg één druil. Doordat de druilmast vlak voor de achtersteven stond, stak de druil achter het vaartuig uit. De schoot van de druil liep via de papegaaistok.

## Verspreiding
De smak was oorspronkelijk een Nederlands schip, maar later raakte het ook ingeburgerd in Duitsland. Smakken voeren in het gebied van Iberisch Schiereiland enerzijds tot Noorwegen anderzijds, maar het hoofdgebied van hun gebruik situeerde zich langs de Noord- en Oostzeekust.

## Gelijkluidende scheepsbenamingen
In andere talen komen min of meer gelijkluidende scheepsbenamingen voor: smack (Engels/Am.), schmack (Duits), smakkejolle (Deens), semaque (Frans), semacco (Italiaans). Deze schepen hebben behalve de benaming echter niets gemeen met de Nederlandse smak.